# Аустријска библиотека Бања Лука
Аустијска библиотека Бања Лука је позајмна библиотека, у Републици Српској, БиХ, отворена 7. новембра 2008. године. Просторно је везана са Филозофски факултет а њоме организационо управља Народна и универзитетска библиотека Републике Српске. О библиотеци брине Амбасада Аустрије у Сарајеву.

## О аустријским библиотекама
Широм света постоји 65 аустријских библиотека, посебно у средњој, источној и југоисточној Европи и оне имају за циљ да аустријску књижевност и информације о прошлости и садашњости Аустрије учине доступнима широј јавности.

## Аустријска библиотека Бања Лука

### Фонд библиотеке
Библиотека у свом фонду има око 5.000 књига. Фонд чине књиге из области аустријске књижевности и лингвистике, немачког језика, аустријске историје, економије, социологије, политичких наука и права. Фонд чине и носачи звука.
Као поклон из аустријске приватне библиотеке фонд је обогаћен и колекцијом хуманистичке литературе.

### Претрага књижне грађе
На званичном сајту Филозофског факултета, на менију Аустријска библиотека налази се линк помоћу ког је омогућена електронска претрага књижне грађе.

### Остале услуге
Сем пружања библиотечких услуга, библиотека пружа услуге које обухватају и филмске пројекције, изложбе и читања.

### Радно време библиотеке
Библиотека је отворена за кориснике радним данима од 8.30 до 16.00, и у изузетцима од 9.00 до 16.00 часова.